# Comma (musicologie)
Pour les articles homonymes, voir Comma.

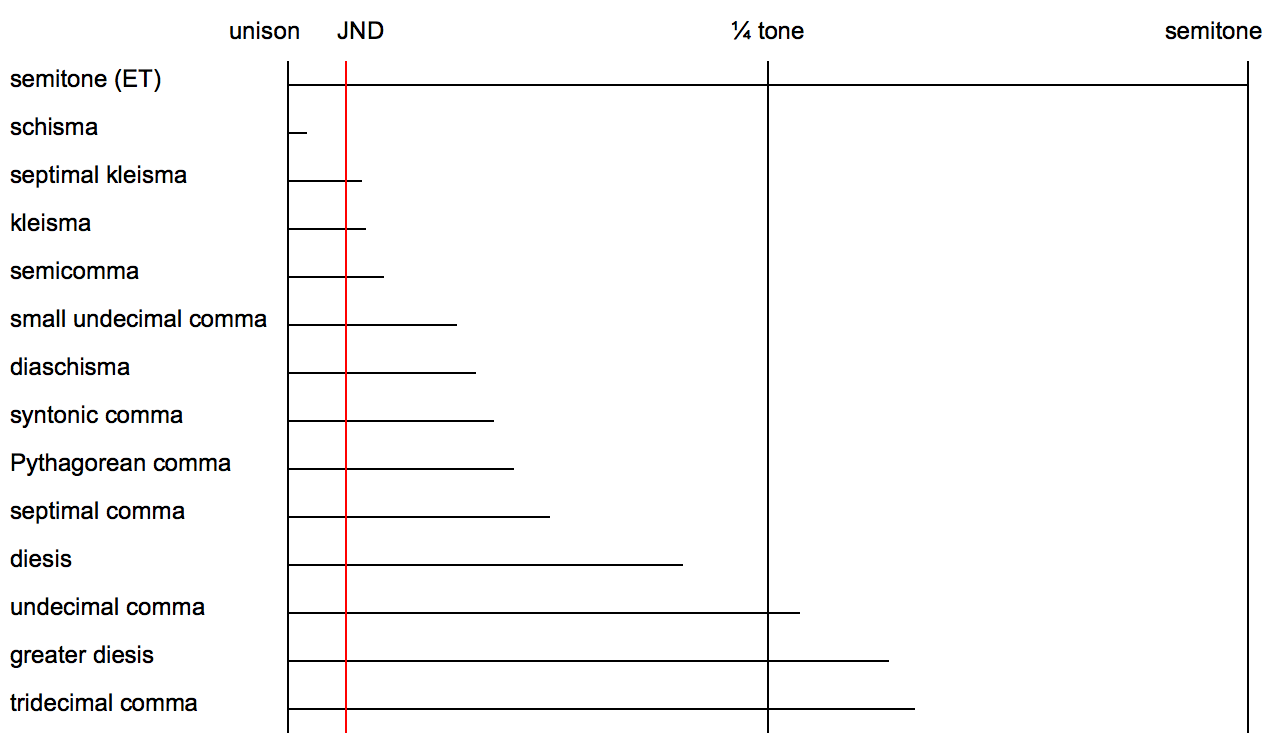
Comparaison des différents commas. JND correspond au seuil de discrimination, en dessous duquel deux sons sont considérés par le cerveau comme identiques.

En musique, un comma est un intervalle très petit, généralement entre le dixième et le cinquième du ton.
Il est défini comme étant l’intervalle entre deux séquences d’intervalles purs.
Le comma peut séparer deux notes enharmoniques.
Il intervient dans l'accordage des instruments en servant de base à la construction des tempéraments.
L'accordage des instruments utilise trois types de commas :
- le comma pythagoricien ;
- le comma syntonique ;
- le comma enharmonique.

Cet intervalle correspond approximativement à l'écart de fréquence entre un la à 440 Hz et un la à 446 Hz, soit 6 battements par seconde. Des différences de comma ne sont pas facilement décelables dans les intervalles mélodiques[réf. nécessaire]. Dans les intervalles harmoniques, elles provoquent dissonances et battements.

## Comma pythagoricien
Le comma pythagoricien est l'intervalle entre :
- 12 quintes ;
- 7 octaves.

La fréquence d'une note est multipliée par 1,5 en la montant d'une quinte pure et par 2 en la montant d'une octave. Au bout de 12 quintes pures, on tombe sur une note presque enharmonique de celle obtenue au bout de 7 octaves pures : le comma pythagoricien mesure cet écart.
Il a donc pour rapport acoustique :
{\displaystyle {1,5^{12} \over 2^{7}}={(1,5\times 2)^{12} \over 2^{7}\times 2^{12}}={3^{12} \over 2^{19}}}, soit 531441⁄524288,
ce qui, correspond à {\displaystyle 1200\times (12\times \log _{2}{(3)}-19)}, soit environ 23,46 cents.

## Comma syntonique
Appelé aussi comma zarlinien, c'est l'intervalle entre :
- 4 quintes pures ;
- 2 octaves augmentées d'une tierce majeure pure.

C’est aussi l’intervalle entre un ton mineur et un ton majeur.
C'est aussi l'intervalle entre une tierce majeure pure de Zarlino de rapport 5/4 = 80/64 et entre une tierce majeure pythagoricienne de rapport 9/8 x 9/8 = 81/64.
Il a donc pour rapport acoustique 81⁄80 et est inférieur au comma pythagoricien. Il vaut environ 21,51 cents.

## Comma enharmonique
Appelé aussi (petit) diésis, c'est l'intervalle entre :
- 3 tierces majeures pures ;
- une octave.

C'est aussi l'intervalle entre le demi-ton chromatique et le demi-ton diatonique de la gamme naturelle à tierces pures.
Il a pour rapport acoustique 128⁄125. Il vaut environ 41,06 cents.

## Autres commas
- Le comma de Mercator est l'intervalle entre :
  - 31 octaves ;
  - 53 quintes.

Il a pour rapport acoustique 353⁄284 et vaut environ 3,62 cents. Il s’agit du comma associé au tempérament de Holder (voir section Comma de Holder ci-dessous).
- Le schisma est l'intervalle compris entre le comma pythagoricien et le comma syntonique. C’est donc également l’intervalle entre :
  - 8 quintes augmentées d’une tierce majeure pure ;
  - 5 octaves.

Il a pour rapport acoustique 5x38⁄215 soit 32805⁄32768. La meilleure approximation du type (n+1)⁄n avec n entier est 886⁄885, valeur parfois utilisée. Le schisma vaut environ 1,95 cents. De façon approchée, le comma syntonique vaut 11 schismas et le comma pythagoricien en vaut 12.
- Le grand diésis intervalle entre l’octave et quatre tierces mineures pures, de valeur 648⁄625. Il vaut environ 62,57 cents.

- Le diaschisma, intervalle obtenu en composant (en descendant) 2 tierces pures et 4 quintes pures. Sa valeur est 211⁄(52x34) soit 2048⁄2025. Il vaut environ 19,55 cents.

## Fractions de comma
- Le comma de Sauveur est le cinquième du comma constituant la différence entre :
  - 12 quartes ;
  - 12 tierces majeures augmentées d’une octave ;

ou, de manière équivalente, entre :
- 11 octaves ;
- 12 septièmes majeures.

Il vaut environ 27,90 cents.

## Comma de Holder
Par abus de langage, on nomme comma de Holder la 53e partie exacte d'une octave, il vaut donc 1200/53≈22,64 cents.
Il ne s’agit donc pas d’un comma tel que l’entend sa définition (intervalle entre deux séquences d’intervalles d'un accordage) mais en réalité d’un micro-intervalle.
Il doit son nom au fait qu’il est proche du comma syntonique (qui divise l’octave en environ 55,80), largement utilisé à l’époque de Holder pour mesurer les accordages.
Le « comma » de Holder étant en fait un micro-intervalle, il permet de définir exactement ou avec une excellente approximation divers intervalles de l'accord pythagoricien ou de l'intonation juste :
- par construction, l’octave contient 53 « commas » ;
- par construction du tempérament de Holder, la quinte en contient 31 (702 cents) ;
- le ton en contient 9 (204 cents) ;
- le demi-ton diatonique en contient 4 (91 cents au lieu de 90) ;
- le demi-ton chromatique en contient 5 (113 cents au lieu de 114) ;
- la quarte juste en contient 22 (498 cents) ;
- la tierce majeure en contient 17 (385 cents au lieu de 386) ;
- etc.

## Perception
Le comma n'est pas la plus petite différence de fréquence qu'une oreille humaine puisse percevoir entre deux sons : en réalité, une oreille humaine, même non exercée, peut discerner des différences bien inférieures, de l'ordre de 1/100 de ton en justesse harmonique (sons entendus simultanément), et parfois davantage. Un intervalle très faible entre deux notes émises simultanément produit un phénomène de « battement » perceptible utilisé pour accorder les instruments.
Les musiciens considèrent généralement qu’un ton vaut 9 commas, sans autre précision. Implicitement, il s’agit alors :
- du comma pythagoricien, de Holder ou de Zarlino,
- d’une approximation.

## Histoire
À l'époque baroque, la recherche de nouveaux tempéraments était la conséquence de la fausseté des tierces dans la gamme pythagoricienne alors en usage, et, de fait, lorsque l'on répartit le comma pythagoricien sur, par exemple, 4 quintes (do-sol-re-la-mi), alors l'intervalle de tierce do-mi est tronquée d'un comma pythagoricien. Tronquée d'un comma syntonique, cette tierce do-mi serait pure (rapport 5/4)... Mais étant donné la quasi-équivalence entre les deux commas pythagoricien et syntonique, cela fait l'affaire dans les calculs des tempéraments, qui, s'attachant, physiquement, à répartir le comma pythagoricien, s'intéressent en réalité principalement à réduire la fausseté des tierces, liée au comma syntonique.
Même si les notions et les valeurs sont précises, il règne une certaine confusion dans la terminologie : le même mot (et particulièrement diésis) a parfois des significations différentes selon les auteurs ...
Des différences de commas, bien qu'elles soient régulièrement peu audibles voire inaudibles, dans certains intervalles, sont, dans d'autres, source de dissonances parfois très prononcées (voir quinte du loup). Les commas ont donc causé l’embarras des théoriciens de la musique, qui ont cherché à répartir le comma de différentes manières. Il ne faut donc pas confondre tempérament et tempérament égal. Depuis l'invention du piano c'est la gamme tempérée égale qui a été adoptée où chaque demi-ton a la même valeur.